# Consac
Consac är en kommun i departementet Charente-Maritime i regionen Nouvelle-Aquitaine i västra Frankrike. Kommunen ligger  i kantonen Mirambeau som ligger i arrondissementet Jonzac. År 2022 hade Consac 235 invånare.

## Befolkningsutveckling
Antalet invånare i kommunen Consac
Referens:INSEE